# Foscariové
Foscariové (italsky Foscari, výsl. s přízvukem na první slabice – Fòscari) byli starobylý benátský patricijský rod.

## Historie

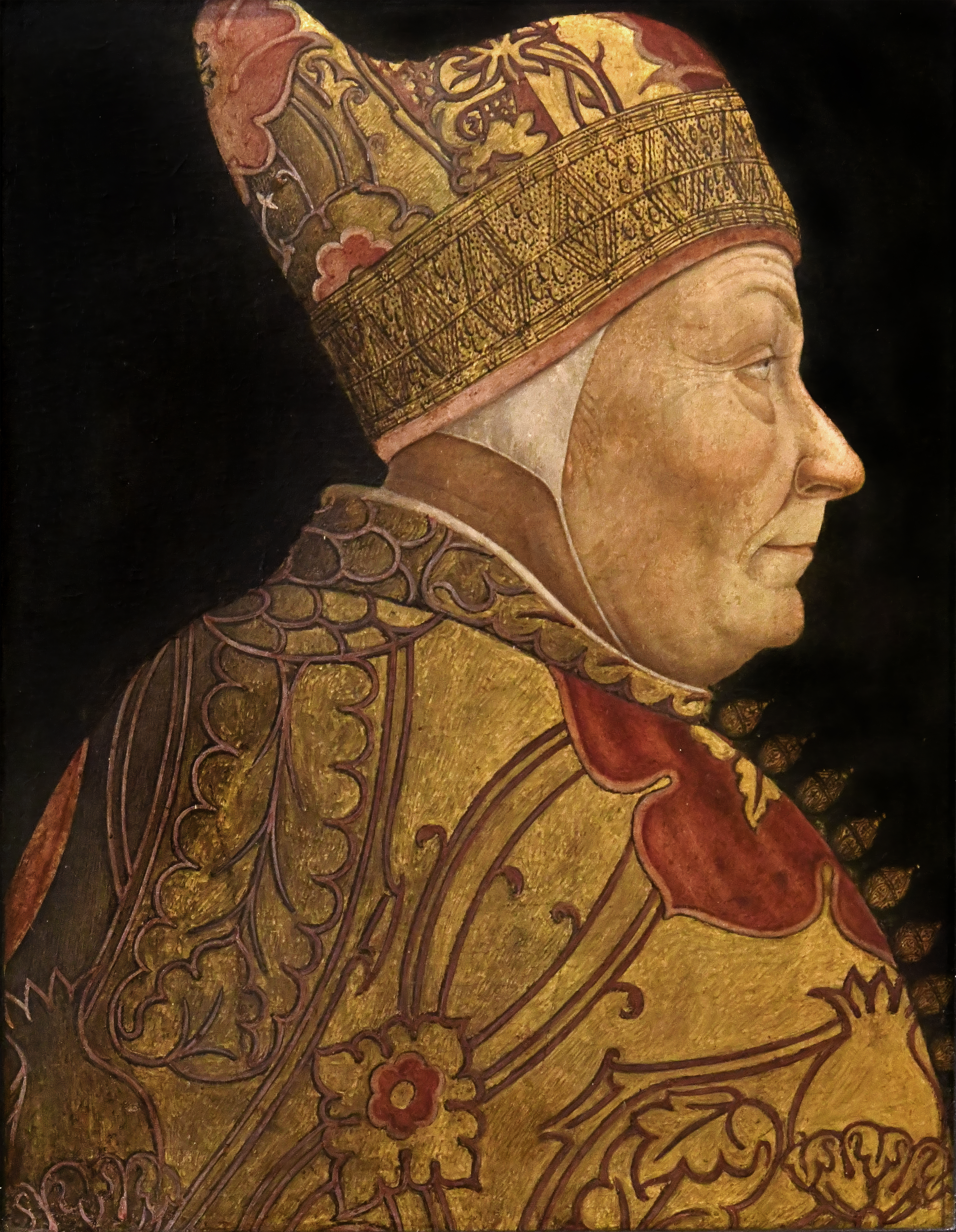
Lazzaro Bastiani, portrét dóžete Francesca Foscariho.

Dle tradice měli Foscariové pocházet z obce Zelarino poblíž Mestre a do Benátek přišli v 9. století (snad roku 882). S jistotou lze jejich příjmení doložit poprvé roku 960.
Rod zbohatl na obchodě se zámořskými koloniemi ve 13. století, společně s benátskou rodinou Navagerů z Lemnu. Již od 12. století vlastnili majetky na území Trevisa (oblast východně od Mestre, mezi Campaltem a Tesserou), což bylo v době, kdy se majetky benátských rodin obvykle nacházely v mezích vévodství, zcela výjimečné. V této souvislosti také roku 1331 český král Jan Lucemburský povýšil Nicolò Foscariho do hraběcího stavu (conte di Zelarino e Noventa).
Svého vrcholu rod dosáhl v době kolem roku 1423, kdy byl Francesco Foscari zvolen benátským dóžetem.

## Stavby
- Ca' Foscari, gotický palác v Benátkách, dnes sídlo Benátské univerzity Ca' Foscariho

- Villa Foscari zvaná La Malcontenta, v obci Malcontenta di Mira, benátská vila villa veneta, dílo architekta Andrea Palladio